# Bully (ep de bully)
Bully es el ep debut de la banda de rock estadounidense homónima. Fue lanzado en 2013 por TTR Records.

## Lista de canciones[3]
Todas las canciones escritas y compuestas por Alicia Bognanno. 
| N.º | Título         | Duración |  |
| 1.  | «Milkman»      | 2:05     |  |
| 2.  | «Brainfreeze»  | 2:34     |  |
| 3.  | «Bully»        | 2:14     |  |
| 4.  | «Sharktooth»   | 3:20     |  |
| 5.  | «Poetic trash» | 2:33     |  |